# 半乳糖1-脱氢酶 (NADP+)
半乳糖1-脱氢酶 (NADP+)（EC 1.1.1.120（页面存档备份，存于）），是一种以NAD+或NADP+为受体、作用于供体CH-OH基团上的氧化还原酶，化学式为：C1500H2378O433N440S5。这种酶能催化以下酶促反应：
D-半乳糖 + NADP+ {\displaystyle \rightleftharpoons } D-半乳糖酸内酯 + NADPH + H+
半乳糖1-脱氢酶 (NADP+)也能催化L-阿拉伯糖、6-脱氧-D-半乳糖以及2-脱氧-D-半乳糖等发生反应。